# Atletiek op de Paralympische Zomerspelen 2024 - 400 m mannen T37
De 400 meter voor mannen klasse T37 op de Paralympische Zomerspelen 2024 vond plaats op 3 september (series) en 4 september (finale) in het Stade de France. Deze klasse is voor atleten met cerebrale parese Deze atleten hebben bewegings- en coördinatieproblemen aan één lichaamshelft. Ze kunnen goed bewegen aan hun dominante kant van hun lichaam. De winnaar van 2020 was Andrey Vdovin die in 2024 zijn titel wist te prolongeren. De Braziliaan Bartolomeu da Silva Chaves behaalde het zilver en de bronzen medaille was voor Amen Allah Tissaoui uit Tunesië.

## Records
Voorafgaand aan het toernooi waren dit de wereldrecords en Paralympische records.
| Wereldrecord        | Russische ploeg Andrey Vdovin | 49.34 | Tokio | 1 september 2021 |
| Paralympisch record | Russische ploeg Andrey Vdovin | 49.34 | Tokio | 1 september 2021 |

## Series
De eerste drie van beide series kwalificeerden zich direct voor de finale. Van de overgebleven atleten kwalificeerden bovendien de twee snelsten zich voor de finale.

#### Serie 1
| Rang | Baan | Naam                       | Naam | Tijd  | Bijz. |
| ---- | ---- | -------------------------- | ---- | ----- | ----- |
| 1    | 7    | Bartolomeu da Silva Chaves | BRA  | 52.34 | Q     |
| 2    | 4    | Mykola Raiskyi             | UKR  | 52.53 | Q, PB |
| 3    | 6    | Anton Feoktistov           | NPA  | 52.56 | Q     |
| 4    | 5    | Yeferson Suárez            | COL  | 52.73 | q     |
| 5    | 8    | Sofiane Hamdi              | ALG  | 53.46 | SB    |

### Serie 2
| Rang | Baan | Naam                | Naam | Tijd  | Bijz.    |
| ---- | ---- | ------------------- | ---- | ----- | -------- |
| 1    | 8    | Amen Allah Tissaoui | TUN  | 51.59 | Q        |
| 2    | 6    | Yaroslav Okapinskyi | UKR  | 52.04 | Q, PB    |
| 3    | 5    | Andrei Vdovin       | NPA  | 52.15 | Q        |
| 4    | 4    | Michal Kotkowski    | POL  | 52.45 | q        |
| —    | 7    | Petrus Karuli       | NAM  | DSQ   | R18.2(c) |

## Finale
| Rang   | Baan | Naam                       | Naam | Tijd  | Bijz. |
| ------ | ---- | -------------------------- | ---- | ----- | ----- |
| Goud   | 9    | Andrei Vdovin              | NPA  | 50.27 | SB    |
| Zilver | 6    | Bartolomeu da Silva Chaves | BRA  | 50.39 | PB    |
| Brons  | 8    | Amen Allah Tissaoui        | TUN  | 50.50 |       |
| 4      | 7    | Mykola Raiskyi             | UKR  | 51.79 | PB    |
| 5      | 2    | Michal Kotkowski           | POL  | 51.83 | SB    |
| 6      | 5    | Yaroslav Okapinskyi        | UKR  | 51.99 | SB    |
| 7      | 3    | Yeferson Suárez            | COL  | 52.49 |       |
| 8      | 4    | Anton Feoktistov           | NPA  | 52.54 |       |